# Chantjali
Chantjali (georgiska: ხანჩალი) är en sjö i Georgien. Den ligger i regionen Samtsche-Dzjavachetien, i den centrala delen av landet, 120 km väster om huvudstaden Tbilisi. Chantjali ligger 1 929 meter över havet.